# Gnophos dumetata
Gnophos dumetata là một loài bướm đêm trong họ Geometridae.